# Коттон, Чарльз
Чарльз Коттон (англ. Charles Cotton; 1630—1687) — английский поэт.
Его сочинения — цинические подражания Вергилию («Scarronides: or, Virgile Travestie. Being the First Book of Virgil’s Aeneis in English, Burlesque» 1664), и Лукиану, шуточное «Путешествие в Ирландию» и много мелких стихотворений. Его перевод «Опытов» Монтеня был интересен читателям на протяжении нескольких веков. Автор главы «Наставление как ловить форель и хариуса в прозрачной воде» в знаменитой книге Исаака Уолтона «Искусный рыболов или Досуг Созерцателя»